# Santuario de Nuestra Señora de los Ángeles

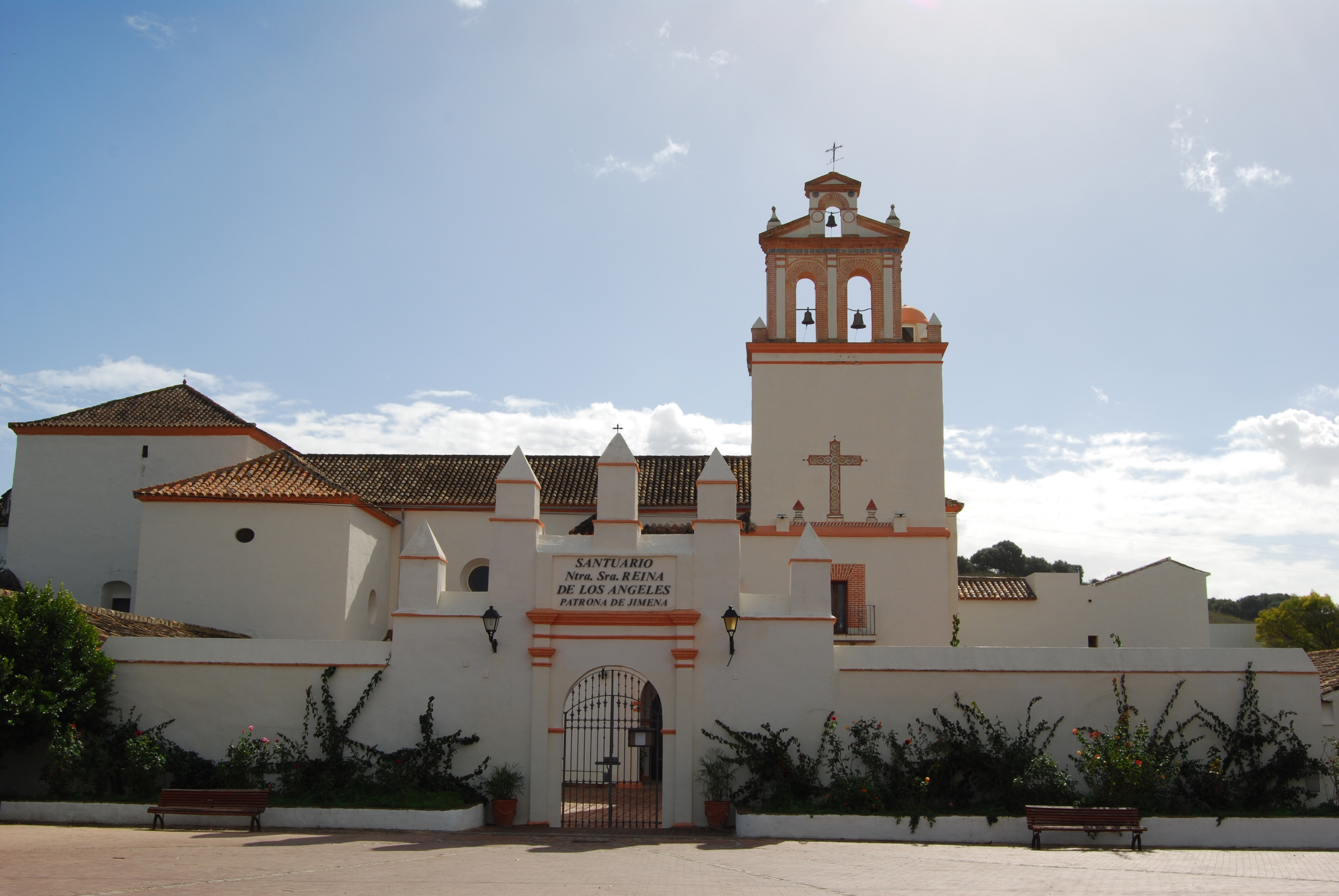
Santuario

El Santuario de Nuestra Señora de los Ángeles está situado a dos kilómetros del núcleo urbano del municipio de Jimena de la Frontera (Cádiz), en la comunidad autónoma de Andalucía, en España.
Fue construido a finales del siglo XV y reformado durante el siglo XVII. Albergó una comunidad de franciscanos y, tras la toma de Gibraltar por los ingleses, sirvió de refugio a las monjas de Santa Clara que huían del peñón.
La iglesia del santuario consta de una única nave cubierta con bóveda de cañón y lunetos, que conduce a la capilla mayor y está cerrada por una cúpula sobre trompas y coro alto a los pies. Son destacables la sacristía y el claustro, de planta cuadrada con arquerías y pilares de ladrillo, con un jardín en el centro.
El camarín de la Virgen es de estilo barroco y su imagen, en piedra policromada, parece muy primitiva. Como en la mayor parte de imágenes marianas, la tradición cuenta que fue tallada por San Lucas y traída desde Antioquía a España en el año 190 d. C.